# Mieczysław Nasiłowski
Mieczysław Nasiłowski (ur. 8 listopada 1929 w Sokołowie Podlaskim, zm. 16 września 2004) – polski ekonomista, naukowiec i dydaktyk, wykładowca Szkoły Głównej Handlowej, autor szeregu prac i podręczników ekonomicznych.

## Życiorys
Mieczysław Nasiłowski urodził się w rodzinie chłopskiej, w Sokołowie Podlaskim. Po ukończeniu szkoły podstawowej i gimnazjum handlowego w rodzinnej miejscowości podjął naukę w Liceum Spółdzielczym w Łodzi. Od 1950 roku był studentem Szkoły Głównej Planowania i Statystyki w Warszawie, tytuł magistra ekonomii uzyskał w 1956 roku. Od 1953 roku należał do PZPR. Pozostał na uczelni jako pracownik naukowy, w 1958 roku został adiunktem, stopień doktora nauk ekonomicznych uzyskał w 1960 roku pod kierunkiem profesora Kazimierza Łaskiego. W latach 1963–1964 studiował w University of Cambridge, jako stypendysta British Council. Habilitację uzyskał w 1966 roku na podstawie rozprawy Z teorii wzrostu rozwiniętego kapitalizmu, która została wyróżniona nagrodą III stopnia w konkursie Polskiego Towarzystwa Ekonomicznego na najlepszą pracę naukową.
W latach 70. był prodziekanem i dziekanem Wydziału Społeczno-Ekonomicznego SGPiS, w latach 80. członkiem Prezydium Konsultacyjnej Rady Gospodarczej przy Prezesie Rady Ministrów. W 1974 roku mianowany profesorem nadzwyczajnym, w 1980 roku uzyskał tytuł profesora zwyczajnego. Na uczelni pełnił funkcje kierownika Katedry Ekonomii, następnie Katedry Teorii Systemów Ekonomicznych, a od 1996 roku Katedry Teorii Systemu Rynkowego Kolegium Zarządzania i Finansów Szkoły Głównej Handlowej.
Przebywał na stypendiach naukowych we Francji i Stanach Zjednoczonych, wykładał na kilku uniwersytetach zagranicznych oraz polskich uczelniach prywatnych, brał udział w wielu konferencjach naukowych. Jego dorobek obejmuje pięć książek, około 160 artykułów naukowych oraz liczne podręczniki z dziedziny ekonomii. Był autorem między innymi Historii myśli ekonomicznej (1998), Podstaw przedsiębiorczości (2002) oraz wielokrotnie wznawianego podręcznika System rynkowy: Podstawy mikro- i makroekonomii.
Był członkiem Prezydium Kolegium Nauk Ekonomicznych Polskiej Akademii Nauk, członkiem, a w latach 1990–1994 wiceprezesem Zarządu Głównego Polskiego Towarzystwa Ekonomicznego, członkiem kolegium redakcyjnego czasopisma „Ekonomista”. Został odznaczony między innymi Krzyżami Kawalerskim i Oficerskim Orderu Odrodzenia Polski. Na emeryturę przeszedł w 2002 roku.
Zmarł 16 września 2004 roku i został pochowany na starym cmentarzu na Służewie.

## Nagrody
- Nagroda im. Ludwika Waryńskiego (1988) za pracę "Socjalistyczny system gospodarowania w Polsce" (Państwowe Wydawnictwo Ekonomiczne, 1987)[2]